# Saltstraumbroen
Saltstraumbroen er en cantileverbro som krydser Saltstraumen mellem Knaplundøya og Straumøya i Bodø kommune i Nordland fylke i Norge. Broen er 768 meter lang, længste spænd er 160 meter og gennemsejlingshøjden er 41 meter. Broen har 10 spænd. Den blev åbnet i 1978 og er en del af fylkesvej 17.
Saltstraumbroen blev i 2002 foreslået beskyttet i National værneplan for veje, broer og vejrelaterede kulturminder (no). Riksantikvaren fredede broen 17. april 2008.

## Trivia
I Bodø er det et krav at de nybagte studenter skal løbe nøgne (i senere tid, i undertøj) over Saltstraumbren.